# باناجوريا

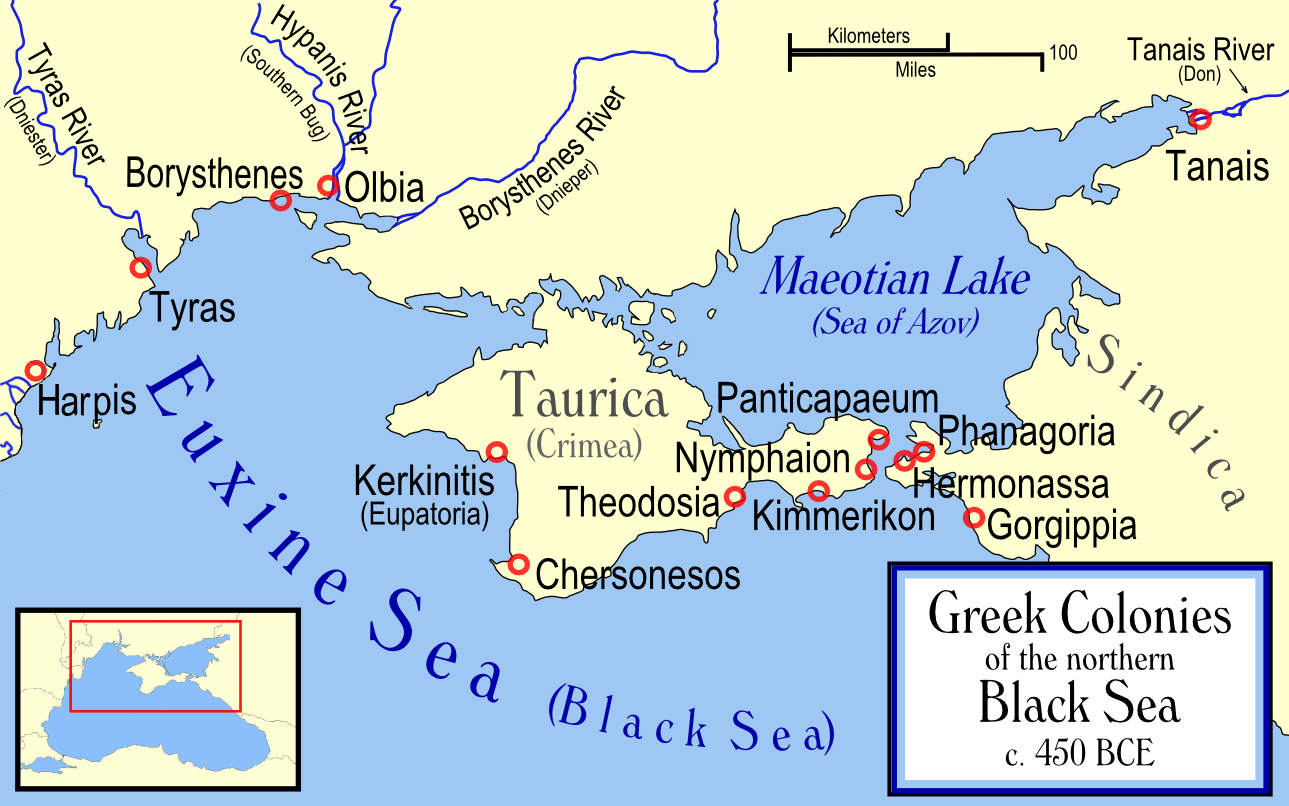
باناجوريا وغيرها من المستعمرة اليونانية القديمة على طول الساحل الشمالي للبحر الأسود

باناجوريا (بالإغريقية القديمة:Φαναγορ(ε)ία) كانت أكبر مستعمرة يونانية على شبه جزيرة تامان، انتشرت على اثنتين من الهضاب على طول الساحل الآسيوي لمضيق كيرتش، على بعد 25 كيلومترا (15.5 ميل) شمال شرق هيرموناسا (Hermonassa). أصبحت المدينة قديما مركز تجاري كبيرلحركة المرور بين كل من ساحل (Maeotis Palus) والدول على الجانب الجنوبي من القوقاز. أورد سترابو في كتابه الجغرافيا بأنها «مدينة كبيرة».